# Tistads slott

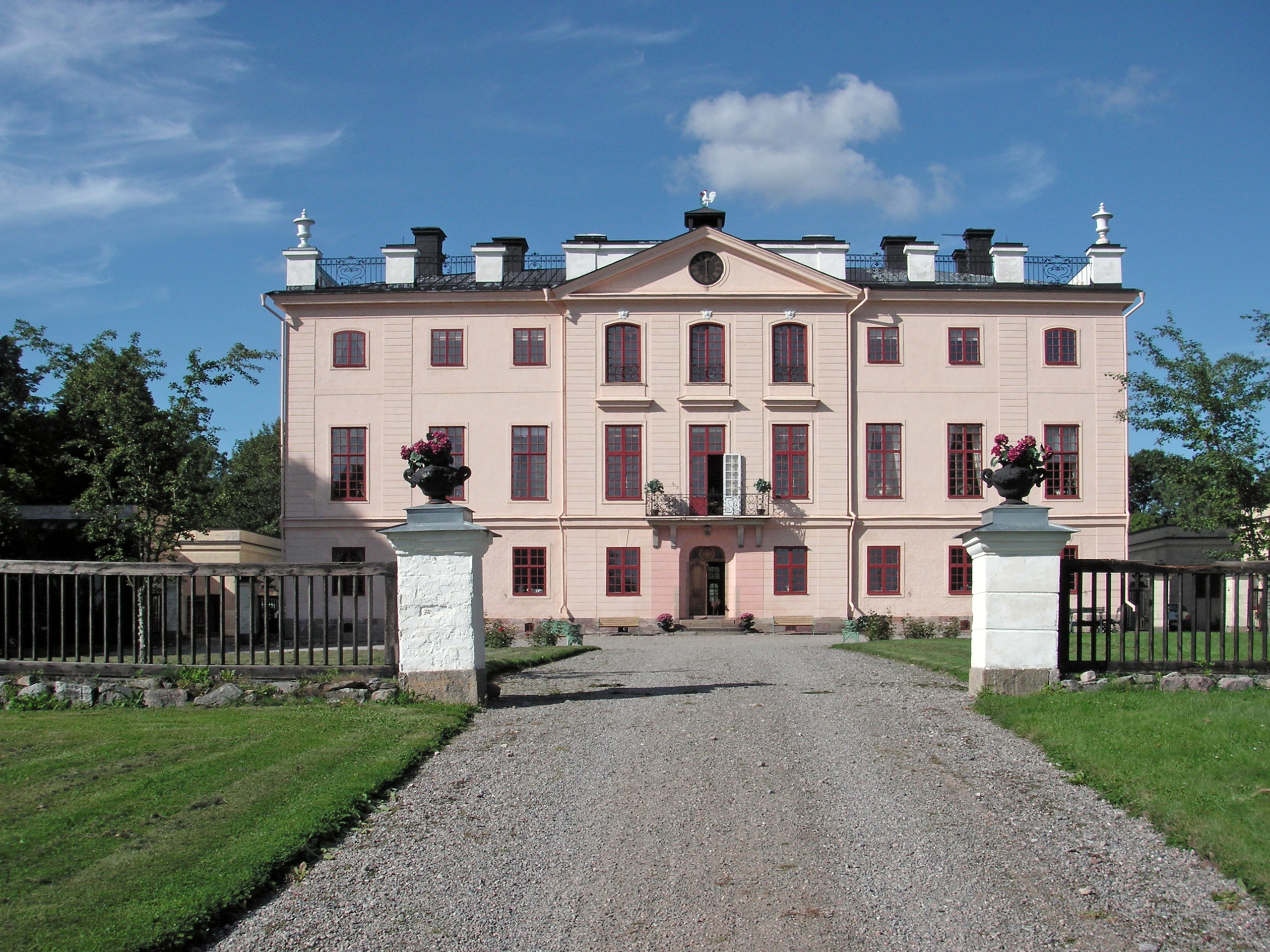
Tistads slott.

Tistad (även stavat Tista) är ett slott i Nyköpings kommun, Södermanland. Slottet ägs av adelsfamiljen Wachtmeister af Johannishus.
Tistads slott ligger i Bärbo socken, cirka 12 kilometer nordväst om Nyköping. Huvudbyggnaden är ett tre våningar högt slott i italiensk stil, uppfört 1766–1771 av friherre Fredrik Bengt Rosenhane. Slottet ligger på en hög terrass och på dess södra sluttning finns en stor trädgård i fransk stil. På slottet bedrivs konferensverksamhet och ett tidigare sädesmagasin är ombyggt till kaffestuga. Guidade visningar av slottet ordnas för grupper.

## Historia
Tistads historia går tillbaka till 1500-talet. Dess förste, säkert kände ägare var Åke Johansson Bååt, död 1588. Han innehade även Tidö i Västmanland och Eknaholm i Tjureda socken i Kronobergs län. Han var gift med Christina Trolle, död 1609.
Åke Johansson Bååt hade, förutom en son, även två döttrar. Kerstin Åkesdotter Bååt, död 1622, var gift med ryttmästaren Bengt Jöransson Sparre af Rossvik, 1570–1632. Den yngre dottern, Anna Åkesdotter Bååt, 1579–1649, var gift med rikskanslern, greve Axel Oxenstierna, 1583–1654.
Kerstin Bååt och Bengt Sparre hade en dotter Beata (eller Bengta). Genom Beatas äktenskap med riksrådet friherre Schering Rosenhane (1609–1663), som 1651 fick säterifrihet för godset, kom Tistad till ätten Rosenhane.
Efter Schering Rosenhanes död ärvdes Tistad av sonen Johan, född 1642, och vid hans död 1710 övergick Tistad till Johans brorson Schering Fredrikson Rosenhane, 1685–1738. Hans son Fredrik Bengt Rosenhane avled år 1800 och året därpå beslutade hans barn, Schering och Sofia Eleonora, att deras svåger landshövding Fabian Ulfsparre skulle få överta Tistad. Ulfsparre var gift med systern Catharina Magdalena som avlidit 1799. Fabian Ulfsparre sålde senare Tistad 1808 och 1812 till excellensen greve Gustaf Wachtmeister, i vars släkts ägo det ännu är. Från 1873 ägdes Tistad av utrikesministern greve Fredrik Wachtmeister, som gjorde Tistad till en mönstergård och samlade en mängd dyrbara konstverk. Sedan 1983 är slottet byggnadsminne.